# Paul Lambert (attore)
Paul Lambert (El Paso, 1º agosto 1922 – Santa Monica, 27 aprile 1997) è stato un attore statunitense.
Ha iniziato la sua carriera alla fine degli anni cinquanta ed è principalmente noto per aver recitato in Spartacus di Stanley Kubrick.
È morto nel 1997, a 74 anni.

## Filmografia parziale

### Cinema
- Spartacus, regia di Stanley Kubrick (1960)
- Il ciarlatano (The Big Mouth), regia di Jerry Lewis (1967)
- Il pianeta delle scimmie (Planet of the Apes), regia di Franklin J. Schaffner (1968)
- Quattro tocchi di campana (A Gunfight), regia di Lamont Johnson (1971)
- Dimmi, dove ti fa male? (Where Does It Hurt?), regia di Rod Amateau (1972)
- Tutti gli uomini del presidente (All the President's Men), regia di Alan J. Pakula (1976)
- Il giustiziere della notte n. 2 (Death Wish II), regia di Michael Winner (1982)
- Obiettivo mortale (Wrong Is Right), regia di Richard Brooks (1982)
- Tuono blu (Blue Thunder), regia di John Badham (1983)
- Qua la mano picchiatello!.. (Smorgasbord), regia di Jerry Lewis (1983)
- Angel Killer II - La vendetta (Avenging Angel), regia di Robert Vincent O'Neill (1985)

### Televisione
- The Court of Last Resort – serie TV, episodio 1x16 (1958)
- Mr. Lucky – serie TV, episodio 1x05 (1959)
- Men Into Space – serie TV, episodio 1x02 (1959)
- Lock-Up – serie TV, episodio 1x08 (1959)
- Ai confini della realtà (The Twilight Zone) – serie TV, episodio 2x01 (1960)
- Peter Gunn – serie TV, episodio 3x09 (1960)
- Gunslinger – serie TV, episodio 1x07 (1961)
- The Americans – serie TV, episodio 1x09 (1961)
- Corruptors (Target: The Corruptors) – serie TV, episodio 1x02 (1961)
- Everglades – serie TV, episodio 1x15 (1962)
- Ripcord – serie TV, episodi 1x28-2x02-2x11 (1962)
- The Dick Powell Show – serie TV, episodio 2x15 (1963)
- The Lieutenant – serie TV, episodio 1x27 (1964)
- Ben Casey – serie TV, episodio 3x22 (1964)
- Slattery's People – serie TV, episodio 1x02 (1964)
- Gli uomini della prateria (Rawhide) – serie TV, episodio 7x26 (1965)
- Le spie (I Spy) – serie TV, episodio 2x18 (1967)
- Selvaggio west (The Wild Wild West) - serie TV, episodio 3x02 (1967)
- Iron Horse – serie TV, episodio 2x02 (1967)
- The Outsider – serie TV, episodio 1x13 (1968)
- Star Trek: The Next Generation – serie TV, episodi 1x17-4x13 (1988-1991)